# Undisputed Attitude
Undisputed Attitude je album, které vydala americká thrashmetalová skupina Slayer. Toto album obsahuje 15 skladeb, 14 coververzí od různých punkových skupin a patnáctou skladbu v řadě, která je vlastním počinem skupiny. Na tomto albu se jako producent podílel Rick Rubin.

## Seznam skladeb
1. Disintegration/free money (Eric "Joie" Mastrokolas/Brett Dodwell/Roy Hansen) - 1:41
2. Verbal abuse/leeches (Eric "Joie" Mastrokolas/Brett Dodwell/Roy Hansen) - 1:58
3. Abolish goverment/superficial love (Grisham/Barnes/Emory/Roche) Covina High Music (BMI) - 1:48
4. Cant stand you (Hanneman) Pennemude Music ASCAP - 1:27
5. Ddamn (Hanneman) Pennemude Music ASCAP - 1:01
6. Guilty of being white (Ian MacKaye/Jeff Nelson/Lyle Preslar/Brian Baker) - 1:07
7. I hate you (Eric"Joie"Mastrakolas/Brett Dodwell/Roy Hansen) - 2:16
8. Filler/I dont want to hear it (Ian MacKaye/Jeff Nelson/Lyle Preslar/Brian Baker) - 2:28
9. Spiritual law (Casey Royer/Fred Traccone/Rikk Agnew/Alfonso Agnev/John Calabro/John Wilson night)
10. Suberbia Production admin. by Bug Music/Chinese food Music/Covina High Music (BMI) - 3:00
11. Sick boy (Abrahall/Blyth/Lomas/Wlliams) Incomplete Music (BMI) - 2:13
12. Mr. Freeze (Kyle Toucher) - 2:24
13. Violent Pacification (Kurt Brecht/Spike Cassidy) Dirty Rotten Music (BMI) - 2:38
14. Richard Hung Himself (casey Royer/Fred Tracone) Suberia Producton(BMI)admin.by Bug Music - 3:22
15. I m gonna be your god (David Alexander/Scott Asheton/Ron Asheton/James Osterberg)
16. Stooge staffe Music/Warner Tamerlane Pibllishing Corp.(BMI) - 2:58
17. Gemini (Music:King, Lyrics: Araya)

## Sestava
- Tom Araya – baskytara/zpěv
- Jeff Hanneman – kytara
- Kerry King – kytara
- Paul Bostaph – bicí